# Championnat d'Ouganda de football 1975
Navigation
Édition précédente Édition suivante
La saison 1975 du Championnat d'Ouganda de football est la sixième édition du championnat de première division ougandais. Dix clubs ougandais prennent part au championnat organisé par la fédération. Les équipes rencontrent deux fois leurs adversaires, à domicile et à l'extérieur.
C'est le tenant du titre, le club d'Express FC, qui remporte à nouveau la compétition cette saison après avoir terminé en tête du classement final, avec un seul point d'avance sur Kampala City Council et Simba FC. C'est le second titre de champion d'Ouganda de l'histoire du club.

## Participants
- Prisons FC Kampala
- Express FC
- Simba FC[1]
- Kampala City Council
- Lint Marketing Board FC
- Coffee SC
- Police FC
- Kilembe Mines FC
- Nsambya Old Timers FC
- Gangama United

## Compétition

### Classement
Le classement est établi sur le barème de points classique : victoire à 2 points, match nul à 1, défaite à 0.
| Rang | Équipe                  | Pts | J  | G  | N | P  | Bp | Bc | Diff |
| ---- | ----------------------- | --- | -- | -- | - | -- | -- | -- | ---- |
| 1    | Express FCT             | 27  | 18 | 11 | 5 | 2  | 35 | 15 | +20  |
| 2    | Kampala City Council    | 26  | 18 | 11 | 4 | 3  | 37 | 11 | +26  |
| 3    | Simba FC                | 26  | 18 | 11 | 4 | 3  | 36 | 15 | +21  |
| 4    | Prisons FC Kampala      | 22  | 18 | 10 | 2 | 6  | 31 | 17 | +14  |
| 5    | Nsambya Old Timers FC   | 21  | 18 | 7  | 7 | 4  | 28 | 24 | +4   |
| 6    | Police FC               | 18  | 18 | 6  | 6 | 6  | 22 | 30 | -8   |
| 7    | Coffee SC               | 14  | 18 | 5  | 4 | 9  | 25 | 32 | -7   |
| 8    | Lint Marketing Board FC | 12  | 18 | 5  | 2 | 11 | 16 | 29 | -13  |
| 9    | Gangama United          | 11  | 18 | 4  | 3 | 11 | 17 | 33 | -16  |
| 10   | Kilembe Mines FC        | 3   | 18 | 0  | 3 | 15 | 9  | 50 | -41  |

|  | Qualification pour la Coupe des clubs champions africains 1976 et la Coupe CECAFA des clubs 1976 |
|  | T : Tenant du titre                                                                              |

## Bilan de la saison
| Championnat d'Ouganda de football 1975                             |                       |
| Champion                                                           | Express FC (2e titre) |
| Coupes et trophées                                                 |                       |
| Vainqueur de la Coupe d'Ouganda 1975                               | Non disputée          |
| Qualifications continentales                                       |                       |
| Coupe des clubs champions africains 1976                           | Express FC            |
| Coupe d'Afrique des vainqueurs de coupe de football 1976           | Aucun                 |
| Coupe CECAFA des clubs 1976                                        | Express FC            |
| Promotions et relégations                                          |                       |
| Promus en Championnat d'Ouganda de football                        | Aucun                 |
| Relégués en Championnat d'Ouganda de football de deuxième division | Aucun                 |